# Гальченко Георгій Лукич
Гальченко Георгій Лукич (нар. 9 січня 1919, Ромни — 22 серпня 1989, Москва, Росія) — радянський фізикохімік, учасник Великої Вітчизняної війни, кандидат хімічних наук (1951), доктор хімічних наук (1972), професор кафедри фізичної хімії (1975), завідувач лабораторією термохімії їм. В. Ф. Лугинина (1961—1988) хімічного факультету МДУ їм. М. В. Ломоносова.

## Дослідження в області термохімії
Основні праці Гальченко Р. Л. були присвячені фундаментальним термохімічним досліджень органічних і неорганічних сполук бору. Під його керівництвом розроблені авторські термохімічні методики визначення теплот утворення сполук бору. Вченим визначені ентальпії згорання та теплот утворення ~ 130 борорганічних сполук.
Для вивчення неорганічних сполук бору та інших елементів ученим було застосовано метод електричного нагріву компонентів реакції в калориметричній бомбі, з допомогою якого було визначено теплові ефекти реакцій взаємодії цих елементів з киснем, хлором і азотом при температурах 700—1300 °С. Точні дані по стандартним ентальпії утворення сполук бору, встановлені Гальченко Р. Л., включені в російські і зарубіжні довідники.
Для визначення високотемпературних теплоємностей вченим був створений адіабатичний калориметр авторської конструкції, в якому вперше застосовано принцип сканування, пізніше реалізований у багатьох серійних приладах.

## Почесті і нагороди
Член бюро Наукової ради АН СРСР з хімічної термодинаміки і термохімії (1960—1989)
Член редколегії фундаментального довідника «Термічні константи речовин» (1965—1982)
Член редколегії міжвузівського збірника «Термодинаміка органічних сполук» (1976—1981).
Володар ордена Червоної Зірки (1944), медалями «За бойові заслуги» (1943), «За перемогу над Німеччиною у Великій вітчизняній війні 1941—1945 рр..» (1945), «25 років космічної ери» (1982).